# Parmenonta minor
Parmenonta minor är en skalbaggsart som beskrevs av Bates 1880. Parmenonta minor ingår i släktet Parmenonta och familjen långhorningar.
Artens utbredningsområde är Honduras. Inga underarter finns listade i Catalogue of Life.